# 南梭長蝽
南梭長蝽（学名：Pachygrontha austrina）为長蝽科梭長蝽屬下的一个种。